# Nealsomyia
Nealsomyia – rodzaj muchówek z rodziny rączycowatych (Tachinidae).

## Wybrane gatunki
- N. rufella (Bezzi, 1925)[2][1]
- N. rufipes (Villeneuve, 1937)[2]
- N. triseriella (Villeneuve, 1929)[1]